# Троица Клаузевица
Троица Клаузевица — военно-теоретическое и философское осмысление определения войны, введённое в оборот Карлом Клаузевицем и представляющее войну как динамику триединства факторов насилия, случайности и упорядоченности.
Несмотря на то, что было многократно озвучено мнение о неприменимости концептуальных положений Клаузевица к реалиям XXI века, ряд учёных продолжают настаивать на их адекватности современным условиям, в том числе — и в приложении к задачам противоповстанческих военных действий, и при борьбе с терроризмом.

## Оригинальная формулировка
В своём фундаментальном трактате «О войне» Карл Клаузевиц даёт следующее определение войне, как социокультурному феномену:

…Итак, война — не только подлинный хамелеон, в каждом конкретном случае несколько меняющий свою природу; по своему общему облику (в отношении господствующих в ней тенденций) война представляет удивительную троицу, составленную из насилия, как первоначального своего элемента, ненависти и вражды, которые следует рассматривать, как слепой природный инстинкт; из игры вероятностей и случая, обращающих ее в арену свободной духовной деятельности; из подчиненности ее в качестве орудия политики, благодаря которому она подчиняется чистому рассудку.
Первая из этих 3 сторон главным образом относится к народу, вторая — больше к полководцу и его армии и третья — к правительству…
Оригинальный текст (нем.)Der Krieg ist also nicht nur ein wahres Chamäleon, weil er in jedem konkreten Falle seine Natur etwas ändert, sondern er ist auch seinen Gesamterscheinungen nach in Beziehung auf die in ihm herrschenden Tendenzen eine wunderliche Dreifaltigkeit, zusammengesetzt aus der ursprünglichen Gewaltsamkeit seines Elementes, dem Haß und der Feindschaft, die wie ein blinder Naturtrieb anzusehen sind, aus dem Spiel der Wahrscheinlichkeit und des Zufalls, die ihn zu einer freien Seelentätigkeit machen, und aus der untergeordneten Natur eines politischen Werkzeuges, wodurch er dem bloßen Verstand anheimfällt.

Die erste dieser drei Seiten ist mehr dem Volke, die zweite mehr dem Feldherren und seinem Heer, die dritte mehr der Regierung zugewendet.
— Клаузевиц К. Часть I, глава I, раздел 28. // О войне = Clausewitz K. Vom Krieg. 1832/34. — Москва: Госвоениздат, 1934.

## Философская интерпретация
По интерпретации современных исследователей, в работе Клаузевица феномен «войны» представляется собой как нечто, разрываемое узами притяжения между тремя «магнитами», а основополагающей сутью троицы Клаузевица является постоянное изменение связей трёх её основных элементов. Первый из них — это некий абстрактный мотив агрессии, как начала войны, второй — фактор непредвиденной случайности и широкого диапазона возможностей, а третий — фактор стратегического и политического целеустремления. Очень часто население связывают с первобытной агрессией, вооружённые силы с фактором случайности и правительство — с фактором политического планирования. При этом Клаузевиц и его последователи многократно подчёркивали изменчивую природу любого вооружённого противостояния, и это позволило построить аналогию с определением войны, предложенным древнекитайским мыслителем и стратегом Сунь-цзы: «Как вода не имеет постоянной формы, так война не имеет постоянных условий».
Некоторые специалисты высказывали предположение, что концепция «троицы» возникла у Клаузевица незадолго до окончания работы над книгой «О войне» и ему так и не удалось её гармонично вписать в созданную им логику. Тем не менее, большинством считается, что предложенная Клаузевицем «троица» является мотивом написания, основой и краеугольным камнем всего трактата и именно она связывает разрозненные идеи, факты и концепции в целостную теорию. Также отмечается, что «троицу» можно рассматривать, как диалектическое дополнение его изречения «Война — это не более чем продолжение политики другими средствами».